# SHINee
SHINee és una banda contemporània sud-coreana de l'agència SM Entertainment. Va debutar el 25 de maig de 2008 en el programa Popular songs de la SBS, amb el senzill "누난 너무 예뻐 (Replay)".
Inicialment, SHINee estava format per cinc membres: Onew, Jonghyun, Key, Minho i Taemin. Després de la tràgica mort de Jonghyun el desembre de 2017, el grup ha continuat com a quartet.
SHINee és conegut pel seu estil contemporani i innovador dins del K-pop, amb una combinació de vocals potents, coreografies complexes i una imatge estilitzada. Al llarg dels anys, han guanyat reconeixement tant a Corea del Sud com internacionalment, convertint-se en un dels grups més influents de la segona generació del K-pop.